# ハナヤマタ
『ハナヤマタ』は、浜弓場双による日本の漫画作品。『まんがタイムきららフォワード』（芳文社）にて、2011年6月号から2018年4月号にかけて連載された。よさこいに青春を捧げる、女子中学生たちの活動を描く物語。タイトルは、ヒロイン5人の名前の頭文字を並べ替えたアナグラムである。
原作での舞台は神奈川県鎌倉市周辺。また、登場人物の名字はそれぞれ鎌倉の地名から取られている。

## あらすじ
容姿、学力、運動能力といったこと全てが平凡なことにコンプレックスを抱きながらも、映画やおとぎ話などのヒロインに憧れる、中学2年生の女の子、関谷なる。彼女は始業式の月夜、和服を着て踊る金髪の少女を目撃して、「私も連れてって、妖精さんっ！！」と反射的に叫んでしまう。その後、我に返って帰宅しようとするなるに、金髪の少女は別れ際に「迎えに行きます」と言った。
翌日、なるのクラスにアメリカからの転校生がやって来る。その転校生こそ昨日の少女、ハナ・N・フォンテーンスタンドだった。ハナはなるに「よさこい」を一緒にやろうと誘う。ハナは以前来日したときに見た、皆で一体感を持って踊るよさこいに憧れ、自分もやりたいと思っていたのだった。人前で踊るのに抵抗があったなるだが、とりあえずメンバー集めだけでも手伝うという名目で、ハナの活動に付き合い始める。なるの幼なじみの笹目ヤヤは、ハナが騙して強引になるを変なことに巻き込んでいると思って警戒し、なると口論にまでなってしまうが、必死でよさこいの練習をするなるを見て、なるを応援することを決める。
その後なるとハナは、なるの幼なじみで3年生の西御門多美をよさこいに誘う。当初は乗り気に見えた多美だったが、色々な習い事などをしているため時間的に難しいと断ってきた。その裏には、そういった習い事を辞めてまで、よさこいをする意味と覚悟を父親に指摘されたことがあった。だが、なるの言葉で覚悟を決めた多美は、父に「立派な娘」と認めて貰うためだけの習い事などをやるのではなく、自分のしたいことをやりたいと、あらためて父を説得。こうして、なる、ハナ、多美、そして自分のバンド活動がある一方で、名前を貸してくれたヤヤの4人により「よさこい部」が発足した。
だがその後、ヤヤの様子がおかしくなり、なるたちを避けはじめる。その理由は、ヤヤの所属するバンド「Need Cool Quality」が解散を決めたことが原因だった。その事を知ってヤヤを元気づけ、代わりによさこいをやろうとするなる達にヤヤは反発、売り言葉に買い言葉でケンカとなってしまうが、最終的に仲直りし、ヤヤも本格的によさこい部に参加する。
ところが、よさこい部がこのままでは廃部になるという知らせが入った。その理由は、臨時の部顧問だった常盤沙里が非常勤講師であり、正規の教員でないと部の顧問にはなれないという規則のためだった。さらに沙里が学校を辞めるという噂まで流れ始め、沙里の妹であり、同じ学校の3年生で、多美の友人にして生徒会長でもある常盤真智は、かつて沙里が実家から出て行ったことに対する確執もあり、沙里に対する反発を強める。だが実際には沙里は常勤講師になる採用試験を受けており、これに無事合格。沙里はよさこい部の正式な顧問となり、廃部の危機も免れた。それと同時に、多美の仲介で沙里との確執がとけた真智も、よさこい部に参加する。
だが、離婚して別々に暮らしていたハナの母と父が復縁し、家族3人で暮らすため、ハナはアメリカに帰ることになってしまった。よさこい部を作った中心人物であるハナが不在になってしまったが、それでもなるたちは、4人でよさこい部として夏祭りに出演することを決める。そのステージの本番直前、ハナがアメリカから舞い戻ってきた。よさこい部のことなどをハナから聞いたハナの母は、ハナを日本に送り返し、よさこい部5人による夏祭り参加が実現した。
2学期に入ると、よさこい部入部希望の紙が笛田蘭という1年生から送られてくる。だがいつまで経っても当人は現れず、ハナやなるが直接本人に会いに行こうとしても、イタズラで振り回される。実は蘭は、バンドをやっていたヤヤに憧れており、よさこい部からヤヤを取り戻そうとしていたのだった。そんな騒動の末、蘭もよさこい部の活動に参加し始めるが、なるが、「鎌倉ぽんこつ祭」に部で出ようと提案すると、蘭は非常に消極的になる。蘭は、同じく1年生の十二所わ子と共に、以前から同じチームでよさこいをやっていたがそのチームを抜けたこと、同じ祭にそのチームも毎年参加していたことが、蘭が消極的になった理由だった。
今の蘭の状況を知ったわ子は、自分もよさこい部に入部すると言い出したが、今度は蘭が、わ子がいるならよさこい部をやめると言い出した。蘭が以前のチーム「鎌倉舞友隊」を抜けたのは、より高いレベルの踊りを求めるあまり衝突を起こしたのが理由だった。だがヤヤやなるの説得により、蘭はよさこい部の皆と祭に出て、わ子やかつてのチームメイトに自分の成長した姿を見せると、わ子に宣言。そして祭にて「楽しく踊る」姿をわ子達に見せ、以前暴走していた自分のことを謝罪する。蘭が自分やチームのみんなを引っ張ってくれると思っていたわ子も、楽しく踊る蘭を見て和解。その後わ子は、蘭が良ければチームに戻らないかと皆が言っていることを伝えるが、蘭は今のよさこい部やその部員が好きだからといって断る。
それからわ子も本格的によさこい部の活動に参加。そしてヤヤのバンドの限定復活の話、文化祭に向けての予算獲得などの騒動、真智の進路を巡る騒ぎなどを経て、7人で文化祭のステージにてよさこいを踊るなるたちの姿で物語は幕を閉じる。

## 登場人物

### よさこい部
関谷 なる（せきや なる）
声 - 上田麗奈
本作の主人公。女子校の由比浜学園中学の2年生。14歳。血液型B型、身長150cm、体重45kg、誕生日4月2日の牡羊座。好きな花は桜。
自分のことを「何の取り柄もない、極めて普通な女の子」だと思い込んでおり、そのことに劣等感を抱いている。一方、子供の頃に親と見に行ったおとぎ話の映画の影響でヒロインに憧れている。
趣味は読書、漫画、ポエム、映画鑑賞。苦手教科は数学と理科。家には父の営む道場があり、居合を嗜んでいる。
気弱な性格から長らく踏み出す勇気を持てず行動に移せなかったが、ハナと出会ったことでよさこいを知り、自らを変えようと友達としてハナの活動を手伝うことを決め、よさこい部の一員となる。
人の視線を感じると足がすくんでしまうという悩みを抱えているが、仲間がそれぞれ抱える問題を受け止め、失敗を乗り越えていくことで精神的に逞しく成長してゆく。ハナがアメリカへ帰国した後には、ハナとの約束を守るためによさこいを4人で最後まで踊り、己の意思で前進すると仲間達に強く表明し、メンバーの中心となり一致団結して本番である今泉神社夏祭り（アニメ版では「花彩よさこい祭」）に臨んだ。
部活動のエンブレムはなるが考案したものであり、ヒロインそれぞれの好きな花から構成されている。
東中百貨店20周年祭でよさこいを踊った際には廃部した落ち研の部室から衣装として羽織を拝借していたが、後に自分達の個性を曲や踊りに合わせて表現したいというなるの提案からオリジナルの羽織と和傘を作ることとなり、デザインを請け負ったなるはハナのアドバイスからエンブレム同様に彼女らの好きな花柄をあしらうことを思い付き、勝に羽織とワッペンを注文した。
ハナ・N・フォンテーンスタンド
声 - 田中美海
アメリカのニュージャージー州プリンストンから由比浜学園中学へと留学してきた金髪の中学2年生。14歳。
血液型AB型、身長144cm、体重39kg、誕生日5月2日の牡牛座。好きな花はブルースター。
性格は前向きで積極的だが、低い身長を気にしている。苦手教科は国語と社会。鳴子を常に持ち歩いており、出歩く際には着物を好んで身に纏う。
活発で運動が得意であり、アメリカで暮らしていた間にはニンジャに憧れてフリーランニングをしていた。また小柄ながらも食欲旺盛である。ヒーローもののアメコミが好きでそのヒーローに憧れるなど趣味は少年っぽいが、父にはもっと女の子らしくしてほしいと思われており、自室には父が買ってきたぬいぐるみなどが置かれている。
幼少の頃、家族旅行で訪れた日本で見たよさこいの華やかで力強い踊りに魅了され、自らも参加したいという夢を実現するために留学した。
中学ではなるをよさこいのメンバーに勧誘し、仲間と共によさこい祭りに参加すべく活動している。後によさこい部を設立し、学園の屋上を部室代わりとして練習など活動を行っている。よさこいを踊る上では自分達や観客も皆一緒に楽しく笑顔になれる世界を作ることを目標にしている。また、よさこいの振付の構成は彼女が担当して考案している。
本番である夏祭り（アニメ版では「花彩よさこい祭」）の直前、母親のジェニファーが日本を訪れ、家族3人で生活をやり直したいという話を聞かされると、両親の気持ちを思い遣って自らの本心を押し殺してアメリカへと帰国する。だが、なる達との約束と自らの夢を抑えきれず、母親に気持ちを打ち明けると日本へと戻り、なる達の待つ夏祭りの会場へと向かい晴れ舞台にて4人と再会する。大切な仲間達と共に全身全霊を捧げ、よさこいは無事に成功を収める。
笹目 ヤヤ（ささめ ヤヤ）
声 - 奥野香耶
由比浜学園中学2年生。14歳。血液型A型、身長158cm、体重48kg、誕生日6月1日の双子座。好きな花は赤い薔薇。
才色兼備、秀外恵中、才貌両全な女の子だが、字が汚い。実家は「さゝめ」という蕎麦屋を営んでおり、弟がいる。また、密かな音質マニアである。
なるとは小学校来の親友であり、常に自分の味方になってくれるなるを守ろうと決めている。しかし、素直でない性格から時にはなるに意地悪を言ってしまい、後悔も多い。ハナからはその様子をツンデレとからかわれている。
当初はよさこいにあまり好意的では無く、なるの変化を認められずハナと共によさこいに打ち込んでいることに不満を抱く。しかし、なるの本気で練習に取り組む様子を目撃したことで努力する彼女を認め、またハナとの付き合いを通してよさこいへの理解を次第に深める。やがて、なるを心配で放っておけず、名前だけの建前でよさこい部の部員となる。
しっかりとした面倒見の良い性格から仲間達や沙里先生からは頼られており、部活動のまとめ役となることが多い。
アマチュアバンド「Need Cool Quality」に所属しドラムを担当していたが、目指していたオーディションでの落選を機にメンバーがそれぞれ別の活動に目を向けたことでバンドは解散してしまう。自らの理想が瓦解したと感じたことで上手く活動するなる達に嫉妬し、一時はなる達を突き放してしまうが、なる達が必死で気持ちを訴えたことで己の胸中を打ち明け和解し、本格的によさこい部の活動への参加を決意する。
夏祭り（アニメ版では「花彩よさこい祭」）に向けては多美と共に伴奏に使う音源の作曲を担当した。
西御門 多美（にしみかど たみ）
声 - 大坪由佳
由比浜学園中学3年生の生徒会副会長。14歳。血液型O型、身長155cm、体重48kg、誕生日10月12日の天秤座。好きな花は百合。
温厚な性格であり、容姿端麗・頭脳明晰で大和撫子を地で行くような人物。なるとは父親同士が友人の縁で幼馴染である。なる曰く「お姫様」のようであり、幼い頃から「タミお姉ちゃん」と慕われている。また多美自身もなるを妹の様に思っている。
多忙な生活を送る中で学生らしく遊ぶことに憧れており、生徒会の取り締まりの一環で真智と共に屋上へ訪れた際になる達の活動へ興味を持ち、その後も何かと屋上へと足を運んで活動に協力する。
父親に対しては並々ならぬ愛情と憧れを抱いており、親友である真智には父親の話ばかりするためファザコンと評されている。小学校の頃はお弁当に「パパLOVE」と書いていた。
裕福かつ厳格な家柄の出身であり、小学生の頃から父親の意向でバレエ・ピアノ・茶道・華道など多くの習い事をこなしていたが、なる達が活動に励む姿を見たことで、父親への不安から自分の気持ちを押し殺し、父親に示されるままに生きる自らの在り方に疑問を持ち心を揺らす。真智からのアドバイスやなるからの訴えを受け、己の足で新しい世界へと踏み出したいと思ったことで父親に本心を伝え、よさこい部への参加を決意する。
常盤 真智（ときわ まち）
声 - 沼倉愛美
由比浜学園中学3年生の生徒会会長。14歳。血液型B型、身長163cm、体重50kg、誕生日8月5日の獅子座。好きな花は向日葵。
真面目な性格で正義感が強く常に厳しい態度で接するが、親友である多美の頼みには弱い。甘いものやアイドル・可愛いものが好きだが、己の印象とのギャップから秘密にしている。
また、負けず嫌いな一面も有り、学園が中高一貫にも関わらず全国模試での成績を上げようと努力している。
幼い頃より姉である沙里の努力する姿に強く憧れていたが、ある時、沙里から努力することを否定され沙里が家出をしたことから見放されたと思いトラウマを抱えていた。それ故に沙里が先生であることを強く否定していたが、本心では沙里を嫌いにはなれず、沙里が実演用の音楽CDを家に忘れた際には沙里の頼みを聞いて現地にまで届けに行った。
よさこい部とは正式な部活動でなくまた沙里が顧問であることから度々対立するが、多美の説得から「沙里が真智を通して得た先生になるという夢を叶えるために家を飛び出し、真智と一緒に医者になるという約束を反故にしたまま黙って去ったことが心残りであったこと、由比浜学園には真智が在籍していたから非常勤枠として教師になったこと」を知ったことで態度を改め、沙里と仲直りをしたことで蟠りは無事に打ち解ける。
その後、真智自身の希望と多美の後押しからよさこい部へと入部することになる。当初は彼女の厳しい印象からなる達はぎこちなくするが、彼女がなる達に呼び捨てにするよう笑顔で呼びかけたことで自然と緊張は解れた。
常盤 沙里（ときわ さり）
声 - 豊口めぐみ
由比浜学園中学の教師であり、真智の姉。25歳独身。血液型O型、身長165cm、体重51kg、誕生日1月28日の水瓶座。好きな花はガザニア。
なる達のクラスの担任であり、担当教科は英語。教師になってから3年と新任ではあるが、生徒の間での信頼は厚く、「サリーちゃん」という愛称で呼ばれ親しまれている。
当初は気乗りしていなかったが、ハナ達の勢いに押される形でよさこい部の顧問を務めることになる。大学時代に音楽を嗜んでいたため音楽のセンスは抜群。また、アイドルの追っかけをしていたこともある。酒と演歌が好きであり、ヤヤからは親父の様だと評されている。
元は非常勤講師であったが、採用試験を経て二学期から正式に由比浜学園の教師となり、同時によさこい部の正式な顧問となった。
学生の頃は家族の期待に応えるべく努力を続けていたがその期待の重さから耐え切れず家出をしており、それが原因で真智とは仲違いが続いていた。
アニメにおいては、両親から将来は営んでいる病院を彼女に医者として継いでもらうことを望まれていたが、妹の真智の勉強を手伝い教えている間に先生になることを志して家出をしたという補足がなされた。
笛田 蘭（ふえだ ラン）
由比浜学園中学1年生。13歳。身長146cm。体重40kg。誕生日は10月14日。天秤座。好きな花は「蘭」。クラスは1年1組。一人称は「ラン」「私」。よさこい部の新入生であり、夏祭りの後によさこい部へ入部届を提出した。元々は地元のよさこいチーム「鎌倉舞友隊」でわ子と共に幼い頃からよさこいをやっていたが、レベルの高いよさこいを目指そうとしてチームメンバーと口論になり、勢いでチームを抜けてしまった。この性格は子供っぽく生意気な言動が目立つも、社交的であることからよさこい部にはすぐに馴染んでいった。
ヤヤがバンド活動を続けていた頃から憧れており、彼女に構って欲しいと予てから思っていたが、彼女が急によさこい部に専念するようになったため不満を感じ、元凶であると考えたハナの面目を失墜させてよさこい部を乗っ取ることを画策する。また、よさこい部のレベルが低いと評して自らが本当のよさこいを教えるとも豪語する。
なる達には「先輩」と敬意をもって接するが、ヤヤの経緯からハナだけは敵対視して対抗心を燃やしており、悪戯や挑戦状を送り付けるなど何かと挑発的な態度をとり続ける。
小学1年生の頃から色々なダンスを習っていたことから素人であるハナに対して優越感を抱いていたが、部長の座を賭けてダンスで勝負すると観客の目はハナへと徐々に向かっていき、焦りを感じたことで無茶をして目を引こうとするが、危うく怪我をしそうになりヤヤに怒られたことでヤヤに思いの丈を打ち明ける。その際にヤヤが誤解であると弁明しハナを庇護したことでハナを見直すようになる。
アニメでは最終話にて、わ子と共に「花彩よさこい祭」の場面に1カットのみ登場、セリフはない。
十二所 わ子（じゅうにしょ わこ）
由比浜学園中学1年生。13歳。身長151cm。体重42kg。誕生日11月29日。射手座。好きな花は「茶の木」。蘭のクラスメイトであり、座席は彼女の後部に当たる。地元のよさこいチーム「鎌倉舞友隊」で、蘭と共に幼い頃からよさこいをやっていた。多美とはなると同様に幼馴染。
多美と校舎内で再会し、よさこい部に蘭を「キケンな奴」と警告する。蘭のことは妹のようにも思っている。後に蘭との口論の末、よさこい部に入部する。裁縫が得意。
実家は神社兼農家で、跡取り娘。鶏を飼っている。
アニメでは最終話にて、蘭と共に「花彩よさこい祭」の場面に1カットのみ登場、セリフはない。

### 周囲の人物
Need Cool Quality（ニード クール クオリティー）
ヤヤの所属するアマチュアバンド。通称「にくきゅう」。メンバーは全員ヤヤの同級生であり中学2年生。テレビアニメ化以前の原作ではバンドメンバーのフルネームとユニット名は言及がなく、アニメ化に当たって名前が設定された。原作では61組目（2016年11月号）に再登場した際に改めて自己紹介する場面があり、テレビアニメ版で設定されたメンバーのフルネームとバンド名が反映されている。
彼女らのアマチュアバンドは正式には公認されていない課外活動であり、オーディションへの出場を目指して独力での練習・活動を行っている。物語の冒頭からヤヤの友人たちとして登場しており、テレビアニメ版の第1話では、まだ何も打ち込むものを持てずにいたなるの前で楽曲「コドクシグナル」を披露して彼女を感銘させている。しかし第3巻ではオーディションの落選をきっかけに解散することになり、ヤヤと気まずい間柄になってしまったが、今泉神社夏祭りの際にはよさこい部のステージを見に来ている。
バンドのロゴマークはメンバーの担当声優4人がそれぞれデザインしたものから作者を伏せた状態で公開し、その中からTwitterのリツイートを利用して投票を募り一番票の多かったものを決定することになった。その結果、梶原亜里沙役である山本彩乃のデザインがバンドのロゴとして正式に採用され、CD「コドクシグナル」の初回封入特典であるピックのデザインなどに使用されることとなった。
山ノ下 祥子（やまのした さちこ）
声 - 若井友希
にくきゅうのリードボーカル・ギター担当。仇名は「さっちん」。
小町 結香（こまち ゆいか）
声 - 高井舞香
にくきゅうのギター・コーラス担当。仇名は「ゆっちん」。
梶原 亜里沙（かじわら ありさ）
声 - 山本彩乃
にくきゅうのベース担当。仇名は「あっちん」。バンドの愛称である「にくきゅう」は彼女の一言が由来。

大船 勝（おおふな まさる）
声 - 小山剛志
よさこいショップ「勝」の店長。33歳独身。スキンヘッドにサングラスが特徴。
登場人物の名前の接尾に「〜っち」と付けて呼んでおり、ハナからは「アニキ」、沙里からは「ウミボーズ」と呼ばれている。
強面な外見とは裏腹に、なる達の相談に乗ったりよさこいについてアドバイスするなど面倒見の良く親切な人物。
また、なる達だけでなく他の学生グループへもよさこいの指導をしており、町内会の活動にも協力している。
なる達が見学に訪れた第34回みどりまつり(アニメ版では湘南よさこい祭り)開催地近くのカフェでは沙里先生と偶然出会い、一目惚れした。
しかしハナと真智からはその弱みを突かれ、沙里先生のメールアドレスの提供や仲を取り持つことを条件に鳴子や布の値引きを交渉された。
アニメ版では沙里に良い格好を見せようとよさこい部には世話を焼いており、花彩よさこい祭の申込期間漏れでは参加するために事務局へ懇請し、ハナの帰国時には見送るべくなる達を空港へ車で送り届けるなど部活動の直面する窮地を度々救っている。
関谷 直正（せきや なおまさ）
声 - 大川透
なるの父親。56歳。なるのことを常に気に掛けている。また、自宅の道場にて居合の師範を務めている。多美の父親とは親友である。
当初はなるがよさこいに夢中になっていることを知らされておらず、なるに恋人ができたのではないかと勘違いして不安になっていたが、夏祭り（アニメ版では「花彩よさこい祭」）の際には誤解を解き、夫婦揃ってステージに駆けつける。その経緯について原作では詳細に触れられていないが、テレビアニメ版ではやり取りの様子が一場面を設けて描かれており、なるの精神的な成長を認めて送り出している。
関谷 とも（せきや とも）
なるの母親。39歳。関谷家で一番強い。
ハナの父親
声 - うえだゆうじ
マンションでハナと2人で暮らしている。活動的なハナにもっと女の子らしく振る舞って欲しく思い、女の子らしい家具を買い与えている。
妻であるジェニファーとは離婚しているが、関係は決して悪いものでは無く、親権のある彼女から面倒を見るためにハナを預かっている。
職業は英会話教室の教師をしており、アニメ10組目にてなる達を勧誘していた。
ジェニファー・N・フォンテーンスタンド
声 - たかはし智秋
ハナの母親。キャリアウーマンであり、料理が苦手。アメリカ国内の支社を転々とする多忙な職業柄より料理は夫に日頃任せていた。
後に夫婦生活の疲れから夫とは離婚しており、彼女がハナの親権を持ったためアメリカではハナと同居していた。後にハナを心配して自らも日本へと渡り、ハナのために弁当を作ろうと苦手な料理に挑んだ。
その後、家族3人で再び生活をやり直したいと思い直したことをハナに伝えるとハナと共にアメリカへ帰国するが、ハナが仲間達との約束を叶えられず悔いていることを知ると、親として快く娘の気持ちを受け入れ、日本へ戻ることを許した。
ヤヤの父親
声 - 後藤光祐
蕎麦屋「さゝめ」の主人。アニメ2組目にて声のみの登場。
多美の父親
声 - 東地宏樹
顎鬚を蓄えスーツを纏った長身の人物。娘のことを誇りに思っており、多美からも「お父様」と慕われている。なるの父親・直正とは親友である。
梅さん
声 - 前田敏子
多美の家のお手伝い。65歳。デジタル機器に弱い。趣味は着物の和裁。多美とは仲が良く、度々世間話をしている。

## 書誌情報

### 単行本
- 浜弓場双 『ハナヤマタ』 芳文社〈まんがタイムKRコミックス〉、全10巻[11]
  1. 2011年12月27日発行（12月12日発売）、ISBN 978-4-8322-4089-6
  2. 2012年7月27日発行（7月12日発売）、ISBN 978-4-8322-4167-1
  3. 2013年4月27日発行（4月12日発売）、ISBN 978-4-8322-4285-2
  4. 2014年1月25日発行（1月10日発売）、ISBN 978-4-8322-4392-7
  5. 2014年7月26日発行（7月11日発売）、ISBN 978-4-8322-4461-0
  6. 2014年9月27日発行（9月12日発売）、ISBN 978-4-8322-4478-8
  7. 2015年8月26日発行（8月11日発売）、ISBN 978-4-8322-4602-7
  8. 2016年8月25日発行（8月10日発売）、ISBN 978-4-8322-4731-4
  9. 2017年6月27日発行（6月12日発売）、ISBN 978-4-8322-4841-0
  10. 2018年4月27日発行（4月12日発売）、ISBN 978-4-8322-4937-0

### アンソロジー・その他
- 『ハナヤマタ アンソロジーコミック 1』2014年8月26日初版発行（8月11日発売[11]）、ISBN 978-4-8322-4471-9
- 『ハナヤマタ画集 華画数多（カガアマタ）』2014年9月27日初版発行（9月12日発売[11]）、ISBN 978-4-8322-4481-8
- 『ハナヤマタ TVアニメ公式ガイドブック colorful flowers』2014年12月27日初版発行（12月12日発売[11]）、ISBN 978-4-8322-4506-8

## テレビアニメ
| 原作                            | 浜弓場双（芳文社 「まんがタイムきららフォワード」連載）                              |
| 監督                            | いしづかあつこ                                                                       |
| シリーズ構成・脚本              | 吉田玲子                                                                             |
| キャラクターデザイン 総作画監督 | 渡辺敦子                                                                             |
| プロップデザイン                | 日向正樹                                                                             |
| 美術監督                        | 山根左帆                                                                             |
| 美術設定                        | 綱頭瑛子                                                                             |
| 色彩設計                        | 大野春恵                                                                             |
| 撮影監督                        | 藤田賢治                                                                             |
| 3DCGディレクター                | 田中康隆                                                                             |
| 編集                            | 木村佳史子                                                                           |
| 音響監督                        | 藤田亜紀子                                                                           |
| 音楽                            | 高田龍一、帆足圭吾                                                                   |
| 音楽プロデューサー              | 村上貴志                                                                             |
| 音楽制作                        | DIVE II entertainment                                                                |
| プロデューサー                  | 田中宏幸、小林宏之、菅沢正浩 清水美佳、林洋平、塚中健介 馬場楊子、百田英生、堀田章一 |
| プロデューサー                  | 中本健二（アニメーション）                                                           |
| アニメーション制作              | MADHOUSE                                                                             |
| 製作                            | ハナヤマタ製作委員会                                                                 |

2014年7月から9月までテレビ東京にて放送された。原作の第1巻から、メンバー5人が正式な部員となって夏祭り（アニメ版では「花彩よさこい祭」）のステージを成功させる第5巻までの内容が、細部の違いはありつつも概ね原作に沿った形で映像化された。テレビアニメ版から原作へと逆輸入された描写やエピソードもあり、例えばテレビアニメ版では第10話で夏祭り直前の出来事として描かれ、原作では第6巻に夏祭り後の出来事として収録されている合宿のエピソードは、テレビアニメ版のスタッフから提案されたエピソードを原作者が気に入って取り入れたものであるという。
テレビアニメ化の企画が立ち上がり監督のいしづかあつこがオファーを受けた時点では、原作漫画は第2巻（2012年7月発行）までが刊行されており、2012年の秋頃には主要な制作スタッフが決まった。テレビアニメ化の発表は2013年12月に『まんがタイムきららフォワード』誌上にて行われた。同誌連載作品のアニメ化は『夢喰いメリー』以来3年半ぶり、テレビ東京で「まんがタイムきらら」系原作作品が放送されるのは『かなめも』以来5年ぶりとなる。同年6月28日に開催されたイベント「ツギアニ！2014夏」では、テレビアニメの紹介と第1話の先行上映が行われた。また、テレビアニメの放送開始に先駆けて公式アプリケーション「なるアプリ」がGoogle Play/iTunes Store上にて配信されている（詳細は#ゲーム・アプリ参照）。

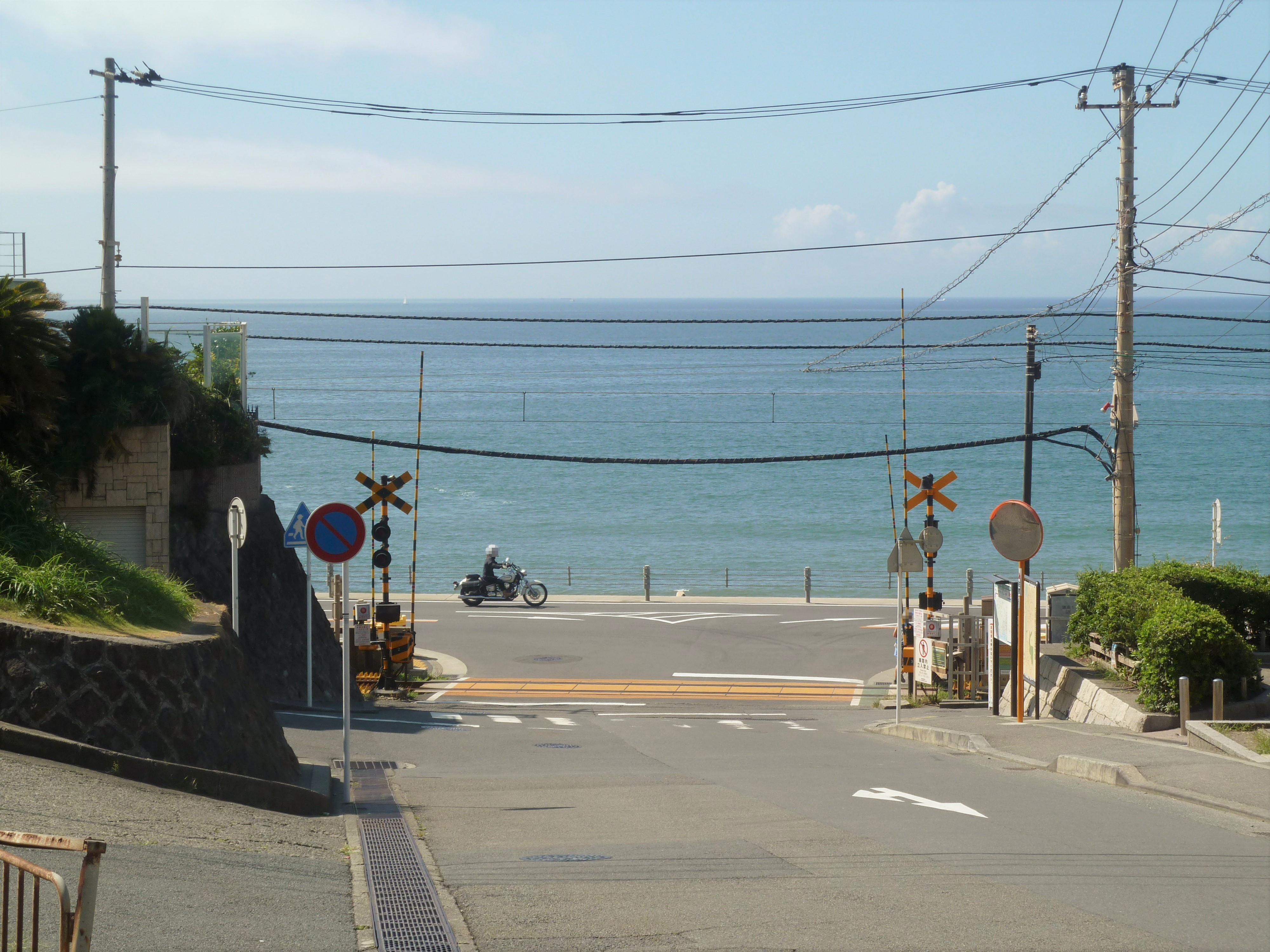
オープニングアニメーションに登場する江ノ島電鉄・鎌倉高校前1号踏切

### 主題歌
オープニングテーマ「花ハ踊レヤいろはにほ」
作詞 - 畑亜貴 / 作曲・編曲 - 田中秀和 / 振付 - 中村信幸
歌 - チーム“ハナヤマタ”［関谷なる（上田麗奈）、笹目ヤヤ（奥野香耶）、ハナ・N・フォンテーンスタンド（田中美海）、西御門多美（大坪由佳）、常盤真智（沼倉愛美）］
テレビアニメ版の劇中歌としても用いられており、主要登場人物たちがステージで踊るために自分たちで作った曲として物語中に登場する。劇中の設定では西御門多美が作曲、笹目ヤヤが演奏および作詞を担当し、常盤真智が詞の内容に幾つかの変更を加えたことになっており、詩の内容について相談したり、ステージで流すための歌を録音したりする様子が描かれる。なお原作漫画の場合、デパートのイベントの前に多美が曲を作り、ポップでキュートで深夜に放送されていたテレビアニメに出てくるジャパニーズガールズバンド風の曲だと評される場面や、夏祭りのための新曲をヤヤと多美が作ったという言及があるものの、歌詞の内容については原作に言及がなく、テレビアニメ版独自のものとなっている。
2020年1月2日にはゲーム『バンドリ! ガールズバンドパーティ!』において、登場バンドのPastel*Palettesによるカバーバージョンが配信された。
佐咲紗花が2022年3月23日発売のアルバム『SAYAKAVER.〜triangle〜』でカバーしている。
エンディングテーマ
「花雪」（第1話 - 第11話）
作詞・作曲・編曲 - ゆうゆ / 歌 - smileY inc.
「花雪（チーム“ハナヤマタ”ver.）」（第12話）
作詞・作曲・編曲 - ゆうゆ / 歌 - チーム“ハナヤマタ”

劇中歌「コドクシグナル」（第1話）
作詞 - 畑亜貴 / 作曲・編曲 - 広川恵一 / 歌 - Need Cool Quality（ニード クール クオリティー）
劇中にて、笹目ヤヤが所属するアマチュアバンドが演奏する曲。

#### よさこい楽曲提供
「ココロフルサト」（第2話）
作曲 - 中村信幸 / 編曲 - 末松孝久 / 協力チーム - 茜丸
「しなと屋正調」（第5話、第12話）
作曲・編曲 - 末松孝久
「夏月半簾風」（第12話）
作詞 - 中村信幸 / 作曲・編曲 - 末松孝久 / 協力チーム - 茜丸
「ちょんまげ」（第12話）
作詞 - 中村信幸 / 作曲・編曲 - 末松孝久 / 協力チーム - ちょんまげ
「愛音」（第12話）
作詞・作曲・編曲 - イクマあきら / 協力チーム - しん

### 各話リスト
| 話数   | サブタイトル               | 絵コンテ                | 演出           | 作画監督                    |
| ------ | -------------------------- | ----------------------- | -------------- | --------------------------- |
| 1組目  | シャル・ウィ・ダンス？     | 神戸守                  | いしづかあつこ | 王國年                      |
| 2組目  | ジェラシー・ローズ         | 神戸守                  | 中村近世       | 原田峰文、後藤麻梨子        |
| 3組目  | ガールズ・スタイル         | 佐山聖子                | 細川ヒデキ     | 日向正樹                    |
| 4組目  | プリンセス・プリンセス     | 佐山聖子                | 斉藤啓也       | 菊池陽介、大川美穂子        |
| 5組目  | ファースト・ステップ       | 青木弘安                | 渡邉こと乃     | 王國年                      |
| 6組目  | トライ・トライ・トライ     | 島津裕行                | 清水明         | 斉藤弘樹、後藤麻梨子        |
| 7組目  | ガール・アイデンティティー | 佐山聖子                | 吉村文宏       | 片山みゆき、三浦奈菜        |
| 8組目  | ミッション・イベント       | いしづかあつこ 中園真登 | 細川ヒデキ     | 日向正樹                    |
| 9組目  | シスター・コンプレックス   | 浅香守生                | 関田修         | 菊池陽介、大川美穂子 吉田肇 |
| 10組目 | オンセン・ガッシュク       | 島津裕行                | 中村近世       | 後藤麻梨子 seo jung duck    |
| 11組目 | スマイル・イズ・フラワー   | 渡邉こと乃              | 渡邉こと乃     | 金錦樹                      |
| 12組目 | ハナヤマタ                 | 佐山聖子                | いしづかあつこ | 王國年                      |

### 放送局
| 放送期間                | 放送時間                     | 放送局     | 対象地域   | 備考                      |
| ----------------------- | ---------------------------- | ---------- | ---------- | ------------------------- |
| 2014年7月8日 - 9月23日  | 火曜 1:35 - 2:05（月曜深夜） | テレビ東京 | 関東広域圏 |                           |
| 2014年7月9日 - 9月24日  | 水曜 1:35 - 2:05（火曜深夜） | テレビ大阪 | 大阪府     |                           |
| 2014年7月11日 - 9月26日 | 金曜 1:35 - 2:05（木曜深夜） | テレビ愛知 | 愛知県     |                           |
|                         | 金曜 22:00 - 22:30           | AT-X       | 日本全域   | CS放送 / リピート放送あり |

| 放送地域 | 放送局             | 放送期間                | 放送日時           | 備考                             |
| -------- | ------------------ | ----------------------- | ------------------ | -------------------------------- |
| 日本全域 | ニコニコ生放送     | 2014年7月11日 - 9月26日 | 金曜 23:00 - 23:30 |                                  |
| 日本全域 | ニコニコチャンネル | 2014年7月11日 - 9月26日 | 金曜 23:30 更新    |                                  |
| 日本全域 | バンダイチャンネル | 2014年7月14日 - 9月30日 | 月曜 12:00 更新    |                                  |
| 日本全域 | dアニメストア      | 2014年7月14日 - 9月30日 | 月曜 12:00 更新    | 見放題サービス利用者は全話見放題 |

### 関連商品

#### BD / DVD
| 巻     | 発売日         | 収録話          | 規格品番          | 規格品番     |
| 巻     | 発売日         | 収録話          | BD初回版          | DVD初回版    |
| ------ | -------------- | --------------- | ----------------- | ------------ |
| 1      | 2014年9月26日  | 第1話 - 第2話   | AVXA-74557/B      | AVBA-74545/B |
| 2      | 2014年10月24日 | 第3話 - 第4話   | AVXA-74558/B      | AVBA-74546/B |
| 3      | 2014年11月28日 | 第5話 - 第6話   | AVXA-74559/B      | AVBA-74547/B |
| 4      | 2014年12月26日 | 第7話 - 第8話   | AVXA-74560/B      | AVBA-74548/B |
| 5      | 2015年1月23日  | 第9話 - 第10話  | AVXA-74561/B      | AVBA-74549/B |
| 6      | 2015年2月27日  | 第11話 - 第12話 | AVXA-74562/B      | AVBA-74550/B |
| BOX    | 2016年12月23日 | 第1話 - 第12話  | EYXA-11185/92/B/C | -            |
| 全話見 | 2020年9月11日  | 第1話 - 第12話  | EYXA-12999        | -            |

#### CD
主題歌
DVDにはミュージックビデオ、その他特典映像を収録。コドクシグナルの初回盤にはオリジナルピックを封入。

キャラクターよさこいソングシリーズ
PS Vita専用ゲーム『ハナヤマタ よさこいLIVE!』にて使用される挿入歌を収録。第1巻から1週間の間隔で順次発売される。

その他

### webラジオ
ラジオ ハナヤマタ〜校内放送、しませんか?
2014年7月29日から2015年3月31日までHiBiKi Radio Stationにて配信されていたWebラジオ番組。毎週火曜日更新、全36回。パーソナリティは上田麗奈（関谷なる 役）、田中美海（ハナ・N・フォンテーンスタンド 役）。
ゲスト
- 第5回・第6回 - 奥野香耶（笹目ヤヤ 役）
- 第7回・第8回 - 大坪由佳（西御門多美 役）

ラジオCD
| ラジオ ハナヤマタ〜校内放送、しませんか? | ラジオ ハナヤマタ〜校内放送、しませんか? | ラジオ ハナヤマタ〜校内放送、しませんか? | ラジオ ハナヤマタ〜校内放送、しませんか? | ラジオ ハナヤマタ〜校内放送、しませんか? | ラジオ ハナヤマタ〜校内放送、しませんか? |
| vol                                      | 発売日                                   | 新規撮り下ろし特別版ゲスト               | 過去配信回 ※一部編集                     | 規格品番                                 | 備考                                     |
| ---------------------------------------- | ---------------------------------------- | ---------------------------------------- | ---------------------------------------- | ---------------------------------------- | ---------------------------------------- |
| 1                                        | 2014年11月26日                           |                                          | 第01回 - 第09回                          | HBKM-0022                                |                                          |
| 2                                        | 2015年1月28日                            | 沼倉愛美（常盤真智 役）                  | 第10回 - 第20回                          | HBKM-0037                                |                                          |
| 3                                        | 2015年4月29日                            | 豊口めぐみ（常盤沙里 役）                | 第21回 - 第30回                          | HBKM-0042                                |                                          |
| 4                                        | 2015年6月10日                            |                                          | 第31回 - 第36回                          | HBKM-0052                                | オリコン最高239位                        |

### インターネットテレビ
ニコ生、しませんか？ ★ハナヤマタ よさこいぶデス！★
2014年5月27日から2014年9月21日までニコニコ生放送にて配信。出演は上田麗奈（関谷なる）、田中美海（ハナ・N・フォンテーンスタンド）、奥野香耶（笹目ヤヤ）、大坪由佳（西御門多美）、沼倉愛美（常盤真智）の5名。
回数については『○組目』として「ニコ生、しませんか？①組目 ★ハナヤマタ よさこいぶデス！★ 」と表記される。
放送日時：1組目（2014年5月27日）、2組目（2014年7月6日）、3組目（2014年8月26日）、4組目（2014年9月21日）

## ゲーム・アプリ
なるアプリ
スマートフォン本体を振ることにより各キャラクターをイメージした鳴子の音を再生する機能を備えた公式アプリケーション。後にアップデートによってキャラクターボイスの再生機能も追加された。
2014年5月28日にBOND&PARTNERS INC.より配信開始、対応機種はAndroid（4.0以上対応）,iPhone,iPad,iPod touch（iOS 6.0以上）、無料。

ハナヤマタ よさこいLIVE!
ジャンルは音楽アクション。PlayStation Vita用ソフトとして、2014年11月13日にバンダイナムコゲームスから発売。
2014年9月18日から9月21日まで開催された東京ゲームショウ2014ではバンダイナムコゲームスブース内に限定版パッケージの展示とゲームの試遊台が出展された。なお、ゲームにおいて使用される各キャラクターソングは当該の試遊機において初公開となった。9月21日にはブース内特設ステージおよび、ニコニコ生放送スタジオにてよさこい部の声優5人によるトークイベントが公開された。

ハナヤマタ よさこいパズル!
ジャンルはパズルゲーム。 スマートフォン用ゲームとして、2015年4月26日から2016年4月25日まで配信された。

きららファンタジア
ドリコムによるスマートフォン向けアプリゲーム。2018年5月30日になる、ハナ、ヤヤの3人が参戦。2020年5月14日には多美が、2021年9月14日には真智がそれぞれ参戦している。また、同アプリでの本作キャラクターの衣装が作者の次作『おちこぼれフルーツタルト』作中にも登場している。

## タイアップ・イベント

### タイアップ
叡山電鉄
本作のヘッドマークを装着した720形電車2両（722・724号）が、2014年7月10日から9月30日まで運行された。
また、7月19日から主要キャラクターの描かれた入場券が出町柳・修学院・鞍馬の3駅にて計5種類発売された。
江ノ島電鉄
タイアップキャンペーン「江ノ島電鉄×ハナヤマタ 夏は江ノ電、しませんか？」を実施し、2014年8月2日からヘッドマークを装備した20形電車第2編成（22・62号）が運行されているほか、同鉄道の施設「えのでんはうす」にて浜弓場双の描き下ろしイラストやキャンパスアート・キャンペーンポスターが展示される。
8月16日には七里ヶ浜駅で入場券の購入者を対象にメガ切符が配布され、9月1日には「江ノ電×ハナヤマタ 夏は江ノ電、しませんか？コラボ記念入場券」が藤沢・江ノ島・鎌倉の3駅にて2,000部限定で販売された。
9月1日から9月30日までの期間には対象5駅（鎌倉・長谷・七里ヶ浜・江ノ島・藤沢）を全て回ると賞品としてCD「花ハ踊レヤいろはにほ」の着せ替えジャケットがもらえるスタンプラリーが実施された。
9月20日から限定コラボグッズがえのでんはうすと江ノ電グッズショップにて順次販売された。
フィアットクライスラージャパン
FIATブランドから本作をモチーフにデコレーションされたコラボレーションカー『FIAT500 Twinair Pop・ハナヤマタ Edition』が世界限定1台で販売される企画が2014年7月8日に発表された。車両には購入者の希望したキャラクターのモチーフが施される。オンライン販売よりFIATブランドサイト内の専用ページでのみ申し込むことができる。なお、申込み多数の場合は抽選にて販売される。
実車は8月に神奈川県鎌倉市由比ヶ浜の「えのでんはうす」にて披露される。また、鎌倉市を中心にキャラバン走行も実施される。
キュアメイドカフェ
2014年9月5日から9月15日まで各ヒロインやよさこいをイメージしたコラボレーションドリンクやスイーツ・フードが販売される。
コラボメニューの注文数に応じて特典として千社札シール（全5種類）が配布される他、期間中の店内にはハナヤマタの資料が展示される。
アドアーズ秋葉原店
ハナヤマタとのタイアップが決定し、9月11日から10月13日にかけてカラオケアドアーズ秋葉原店では対象ドリンクを注文ごとにオリジナルタンブラー（全6種）とブロマイド（全12種）が配布され、ハナヤマタのキャラクターによるフロアジャック・コラボルームも実施される。
また、上記のキュアメイドカフェとの連動キャンペーンとして限定アイテム「ハナ札」が配布されることとなった。
キュアメイドカフェをハナヤマタとのコラボ期間中に利用し、コラボメニューを注文すると一会計につき引換券が1枚配布され、アドアーズ秋葉原店へ9月11日から10月13日の期間中に訪れるとハナ札（全5種からランダムでの配布）と交換することができる。
国際声優育成協会
第三回全日本声優コンテスト「声優魂」決勝大会においてハナヤマタの映像や台本を使用してアフレコ審査が行われることが決定した。

### イベント
アニメイト
アニメイト横浜店とアニメイト大阪日本橋にて複製原画やアニメ設定資料集を展示したよさこいミュージアムが開催された。横浜店では2014年8月2日から8月17日まで、大阪日本橋店では2014年8月23日から9月15日まで開催されており、ハナヤマタの関連商品を開催期間中の店舗で購入すると1,000円枚にコースターが全5種の内から1つプレゼントされる。
2014年9月20日からはハナヤマタ第1巻（BD/DVD）の発売を記念してアニメイト秋葉原店にてよさこいミュージアムが10月5日まで開催される。ハナヤマタ第1巻（BD/DVD）の購入者を対象に特製コースターが配布される他、関連商品の購入額が1,000円毎に特典ブロマイドがランダムで1枚プレゼントされる。
アニメイト町田店ではハナヤマタ複製原画展が2014年7月7日から10月31日まで開催されている。
ゲーマーズ
ハナヤマタ第1巻（BD/DVD）の発売を記念してAKIHABARAゲーマーズ本店にて2014年9月25日から10月19日までよさこいミュージアムが開催される。アニメイトと同様にハナヤマタ第1巻（BD/DVD）の購入者を対象に特製コースターが配布される他、関連商品の購入額が2,000円毎に豪華特典の当たるガラポンに1回チャレンジすることが出来る。
よさこい団扇(うちわ)配布会
テレビ放送に先駆けた宣伝活動として2014年7月6日にとらのあな秋葉原B店、AKIAHBARAゲーマーズ本店、アニメイト秋葉原店、アキバソフマップ1号店の4店舗にて開店直後に整理券を配布して開催された。会場では関谷なる役の上田麗奈とハナ・N・フォンテーンスタンド役の田中美海が鳴子型の団扇を手渡しで来場者に配布した。
マチ★アソビ
マチ★アソビvol.13にて、ハナヤマタ第1巻（BD/DVD）の購入者（アニメイト徳島店でのみ整理券を配布）を対象に特製ポストカード3種セットの声優（上田麗奈・田中美海・沼倉愛美の3名）によるお渡し会が催され、またエイベックス・ステージイベントでは同声優3名によるスペシャルトークショーが行われた。
花彩よさこい祭
2014年11月16日に日本青年館大ホールにて出演キャストによるトーク＆ライブイベントが昼夜2回公演で行われた。
Blu-ray&DVDの第1巻に封入されるチケット優先購入申込券によって優先抽選受付が実施される。
アニメJAM 2014
テレビ東京にて放送中並びに放送予定のアニメの声優陣を集めたイベントとしてチーム”ハナヤマタ”のメンバーが参加する。幕張メッセにて12月14日に開催。

### グッズ展開
バンプレスト
2014年8月15日から一番くじVシリーズよりアニメイト・ゲーマーズ各店にて発売している。
また、上記とは別に一番くじシリーズからも12月13日より発売。
セガ
2014年6月22日に東京ドームシティホールにて開催されたまんがタイムきららフェスタにて「ハナヤマタ プレミアムフィギュア」シリーズがプライズ商品として発表され、ハナ・N・フォンテーンスタンドのフィギュアが先行公開された。
メロンブックス
各店舗敷地内のカプセルトイ自販機にて2014年7月31日からは『MBガチャコレ』シリーズ、8月28日からは『がちゃたぺ！』シリーズが1回400円で販売されている。
GATE
なるとハナのジャンボクッションカバー2種類の発売を発表、オフィシャル通販の予約受付を開始した。2014年10月31日発売。